# 滕尼厄河

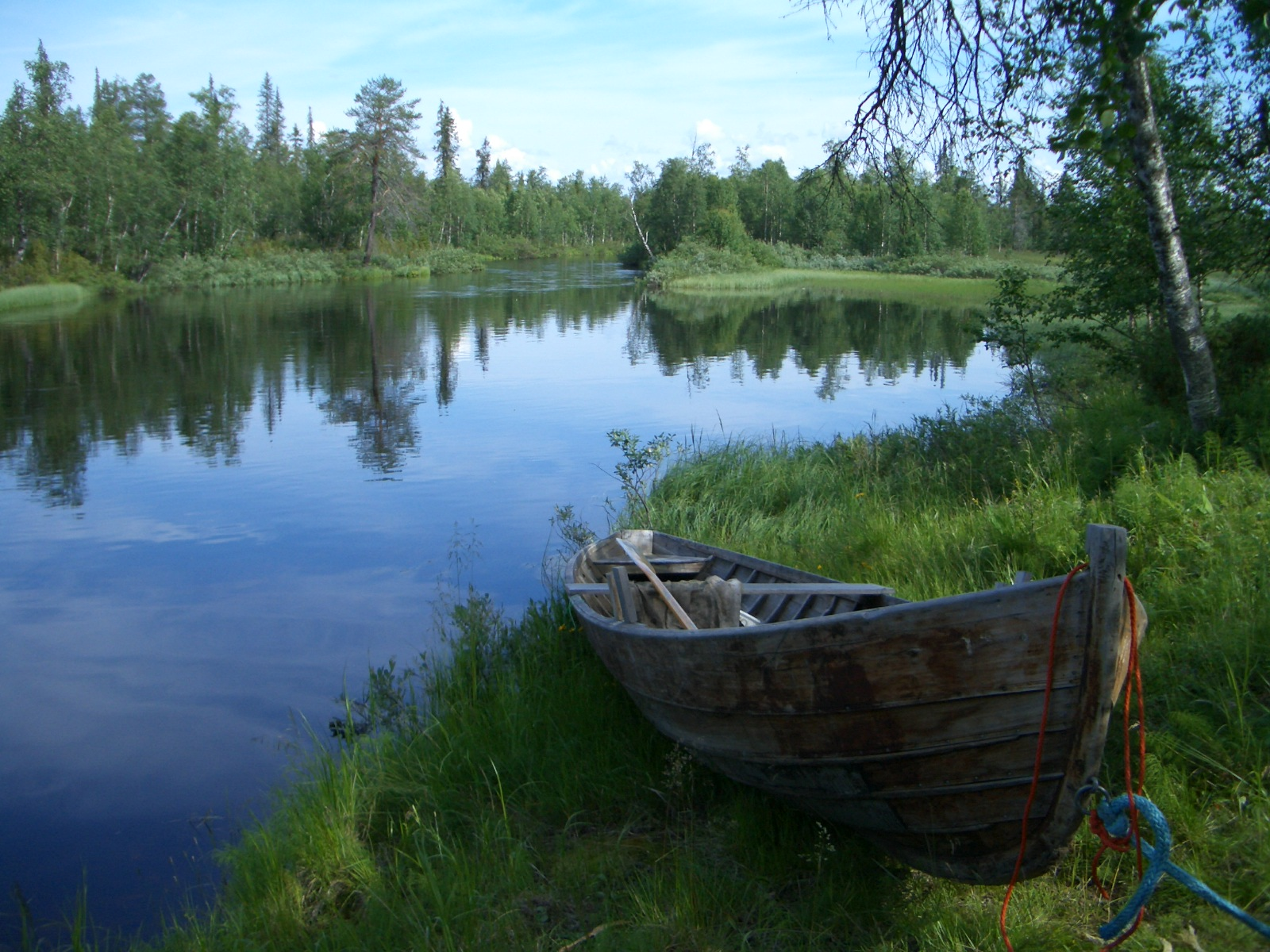
位于芬兰薩拉市镇内的滕尼厄河河段

滕尼厄河（芬蘭語：Tenniöjoki）是俄罗斯和芬兰的河流。它起源于俄羅斯的摩尔曼斯克州，流至芬兰的拉普蘭區。它是凱米河的支流。而其本身的一条支流为库奥拉河，此支流也是起源于俄罗斯并流入芬兰。
滕尼厄河全長73公里，流域面積725平方公里。